# Wijde Aa (Zwolle)
Le Wijde Aa est un petit lac néerlandais, situé au nord de Zwolle dans la province d’Overijssel.